# Тејнтер Лејк (Висконсин)
Тејнтер Лејк (енгл. Tainter Lake) насељено је место без административног статуса у америчкој савезној држави Висконсин.

## Демографија
По попису из 2010. године број становника је 2.242, што је 153 (7,3%) становника више него 2000. године.
| Група             | 2000.         | 2010.         |
| Белци             | 2.052 (98,2%) | 2.171 (96,8%) |
| Афроамериканци    | 1 (0,0%)      | 10 (0,4%)     |
| Азијати           | 16 (0,8%)     | 21 (0,9%)     |
| Хиспаноамериканци | 8 (0,4%)      | 22 (1,0%)     |
| Укупно            | 2.089         | 2.242         |